# Rama
Rama sau  Ramachandra este o zeitate hindusă considerată unul din marii avatari (încarnări) ai zeului susținător al universului Vishnu, unul din cei trei mari zei ai triadei hinduse. 
Potrivit tradiției hinduse, zeul Vishnu are ca atribuție principală susținerea universului și respectarea legii morale (Dharma) după care trebuie să guverneze lumea și colectivtățile umane. Atunci când creația divină e amenințată, Vishnu se încarnează pentru a restabili ordinea tulburată a lumii.
Potrivit hinduismului, Rama este a șaptea încarnare a zeului Vishnu și regele din Ayodhya.
Rama este una din cele mai populare figuri în credința hindusă, în special în vishnuism. Născut potrivit tradiției în orașul Ayodhya, este venerat acolo și în forma sa de copil, Rama Lalla. Cele mai multe detalii despre viața lui Rama provin din epopeea hindusă Ramayana, una din cele două mari cântări epice ale Indiei.
Născut ca fiu al reginei Kausalya și al regelui Dasharatha, regele din Ayodhya, Rama este în tradiția hindusă Maryada Purushottama, în traducere literară Omul Perfect, Stăpânul stăpânirii de sine și al virtuților. Rama s-a căsătorit cu Sita, simbol al soției perfecte și considerată de hinduși drept avatar al zeiței Laskhmi, cea care guvernează legea morală universală (Dharma) și principiile bunătății și generozității.

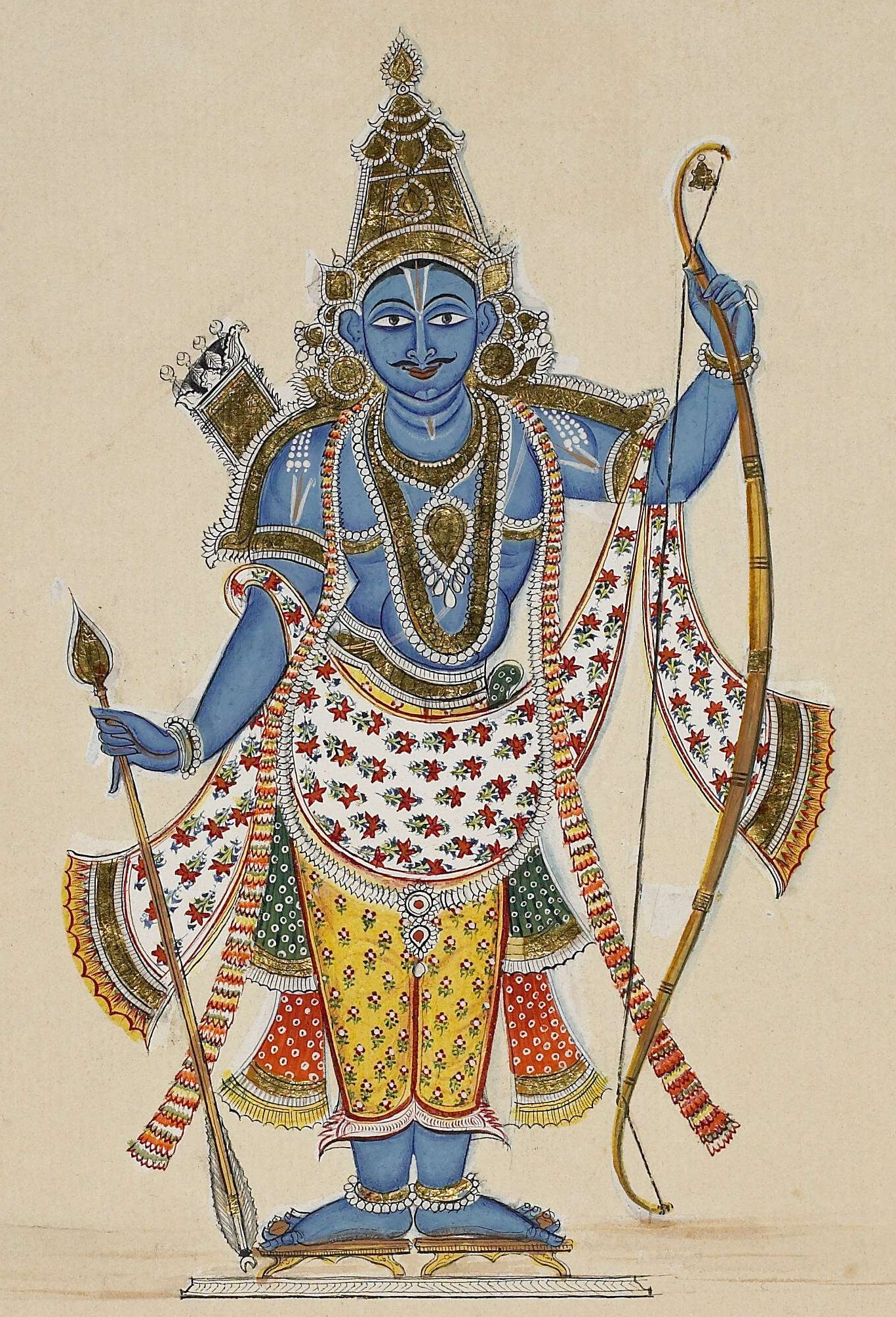
Rama
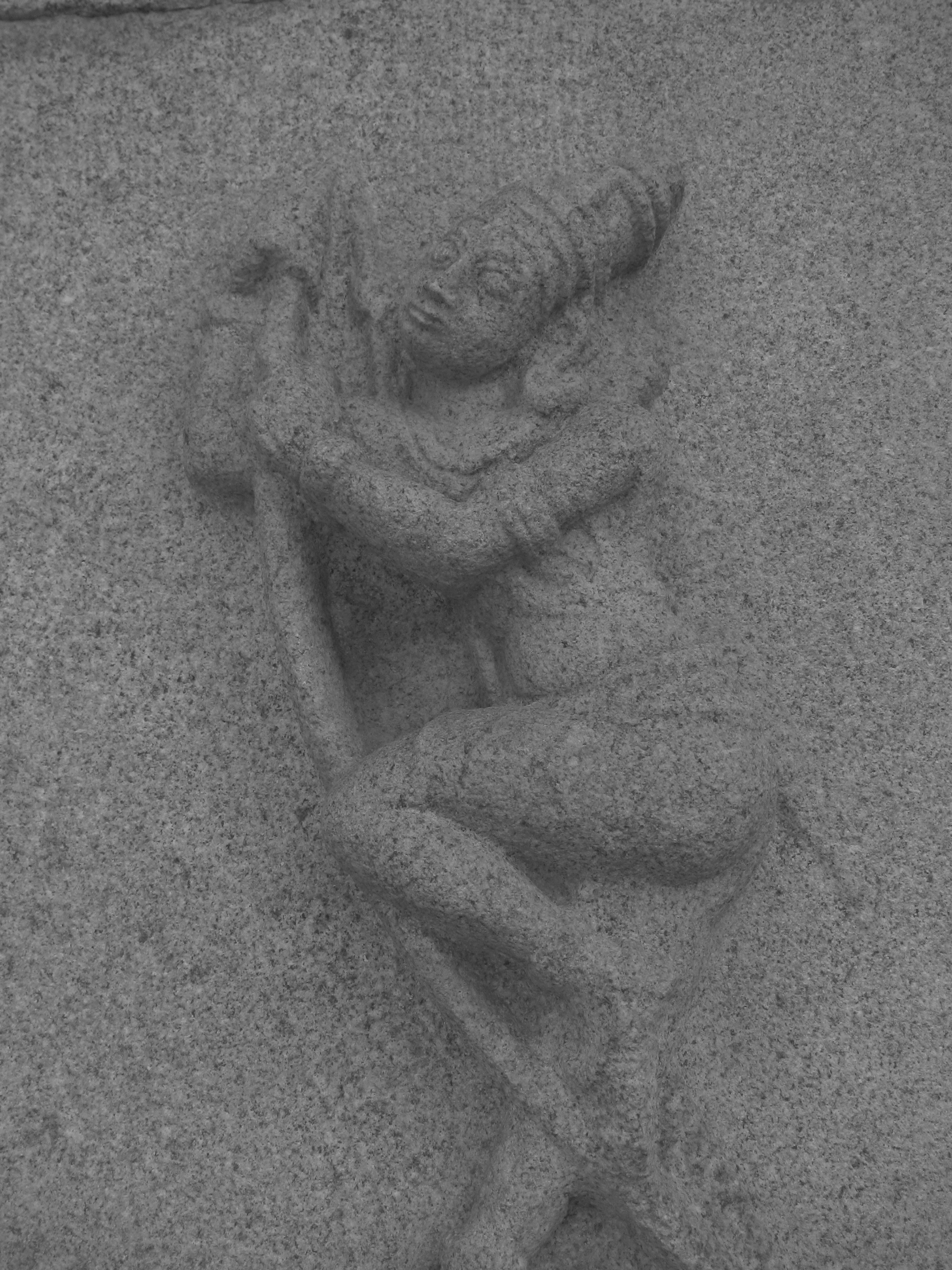
Rama rupând arcul lui Shiva